# Turbo heterocheilus
Turbo heterocheilus is een slakkensoort uit de familie van de Turbinidae. De wetenschappelijke naam van de soort is voor het eerst geldig gepubliceerd in 1888 door Pilsbry.